# 57 Geminorum
57 Geminorum (57 Gem / HD 57727 / HR 2808) es una estrella en la constelación de Géminis —los gemelos— de magnitud aparente +5,04. Se encuentra a 154 años luz de distancia del sistema solar.
57 Geminorum es una gigante amarilla de tipo espectral G8III con una temperatura efectiva de 5001 K.
Mediante ocultación lunar se ha medido su diámetro angular, el cual, una vez corregido por el oscurecimiento de limbo, es de 1,80 ± 0,40 milisegundos de arco.
Ello permite evaluar su diámetro, que resulta ser 9 veces más grande que el del Sol, más bien pequeño para una estrella de sus características.
Brilla con una luminosidad 22 veces mayor que la luminosidad solar y se la puede considerar una versión menor de otras conocidas gigantes amarillas como Vindemiatrix (ε Virginis) o Capella A (α Aurigae), ya que su luminosidad es menos de una tercera parte de la de estas.
Tiene una masa casi el doble de la masa solar y su edad se estima en 1175 millones de años.
Muestra una metalicidad ligeramente inferior a la del Sol, siendo su abundancia relativa de hierro un 75% de la de éste ([Fe/H] = -0,12).
Dentro del marco del Proyecto Okayama para la búsqueda de planetas se han estudiado las variaciones de la velocidad radial de 57 Geminorum, lo que ha permitido descartar la presencia de planetas masivos de corto período en órbita alrededor de esta estrella.